# Steve Grand (Musiker)

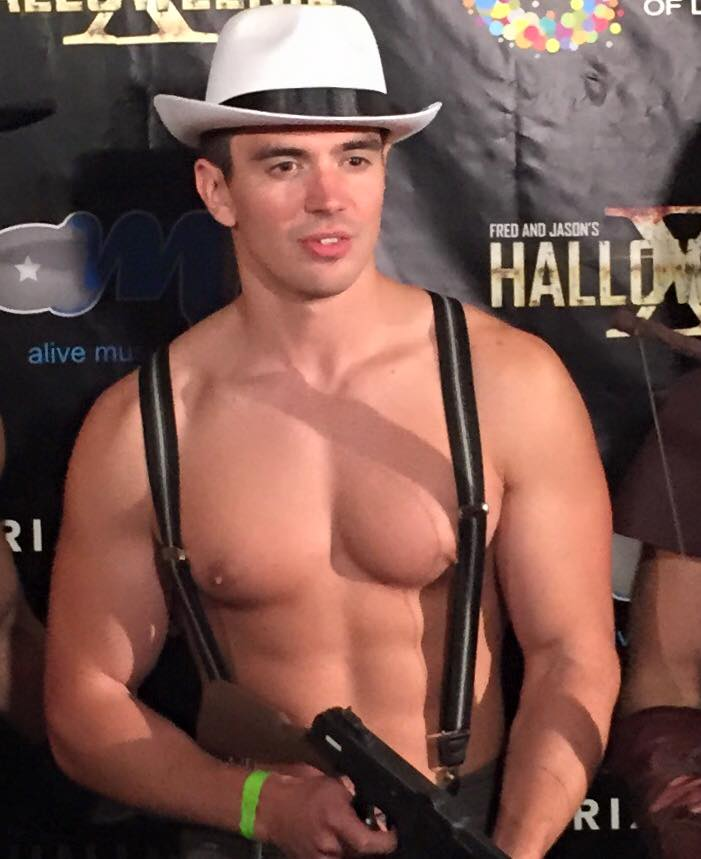
Steve Grand

Steve Grand (* 28. Februar 1990 in Chicago, Illinois, USA) ist ein US-amerikanischer Country-Sänger. Das von ihm selbst finanzierte Video zu seinem Debüt-Song All American Boy wurde im Juli 2013 innerhalb einer Woche mehr als eine Million Mal auf YouTube angeklickt.

## Leben und Karriere
Grand begann bereits im Alter von 11 Jahren seine eigenen Songs zu schreiben. Im Alter von 13 wurde ihm das erste Mal klar, dass er homosexuell ist, und hatte Schwierigkeiten seine Sexualität mit der katholischen Erziehung seiner Eltern in Einklang zu bringen. Seine Eltern schickten ihn daraufhin zu einer fünf Jahre dauernden Konversionstherapie, welche ihn von seiner Homosexualität „heilen“ sollte. Nachdem Grand seinen Abschluss an der Lemont High School machte, zog es ihn für ein Jahr an die Belmont University in Nashville, Tennessee, bevor er nach Chicago zurückkehrte.
Vor seiner Karriere als Sänger arbeitete Grand als Model unter dem Künstlernamen Steve Chatham. Außerdem veröffentlichte er mehrere Cover-Songs unter dem Künstlernamen Steve Starchild.

## Diskografie
- 2015: All-American Boy
- 2018: Not The End Of Me